# Engelen (geslacht)

Familiewapen van Engelen (1816)

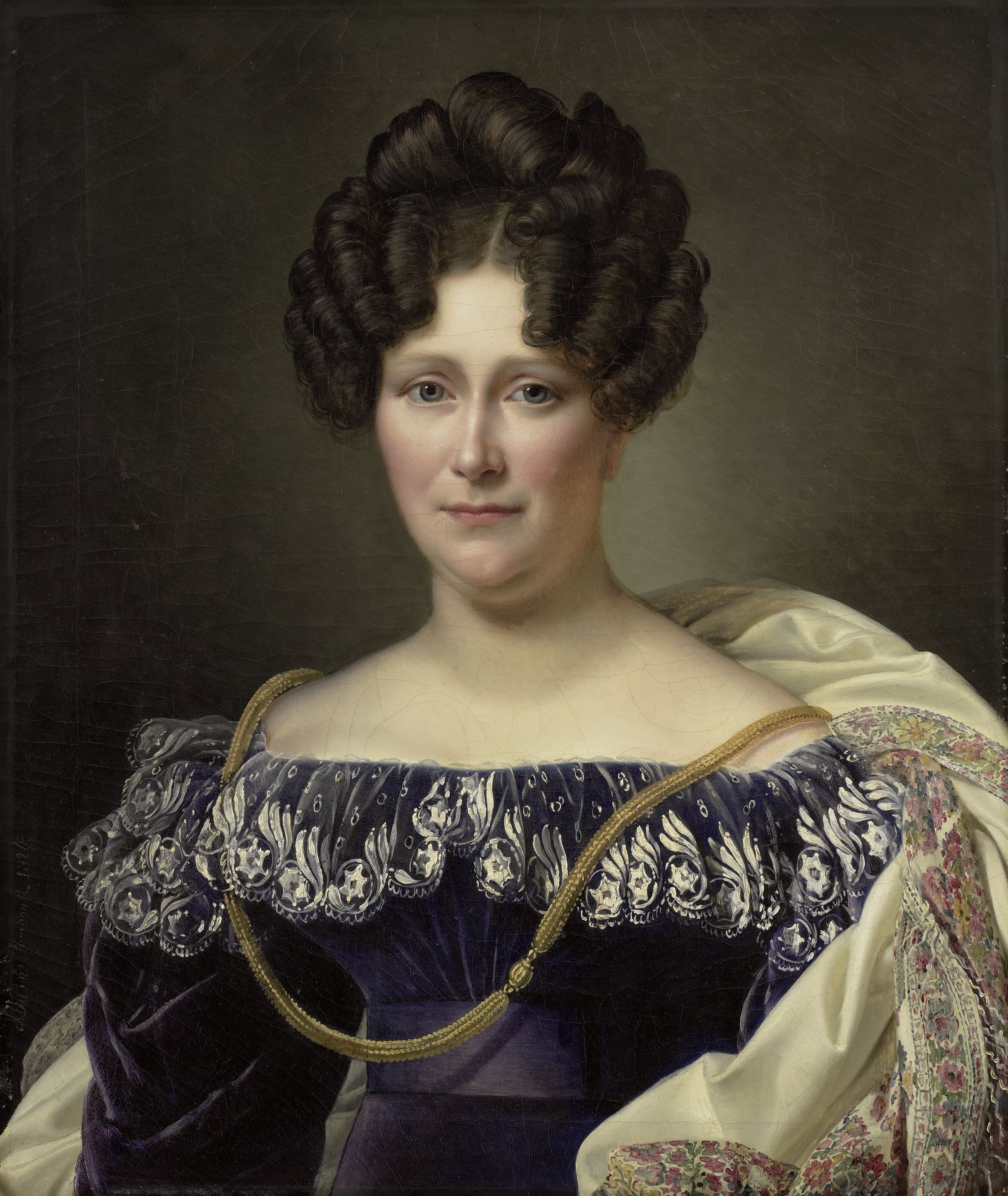
Johanna Henriette Engelen (1789-1878)

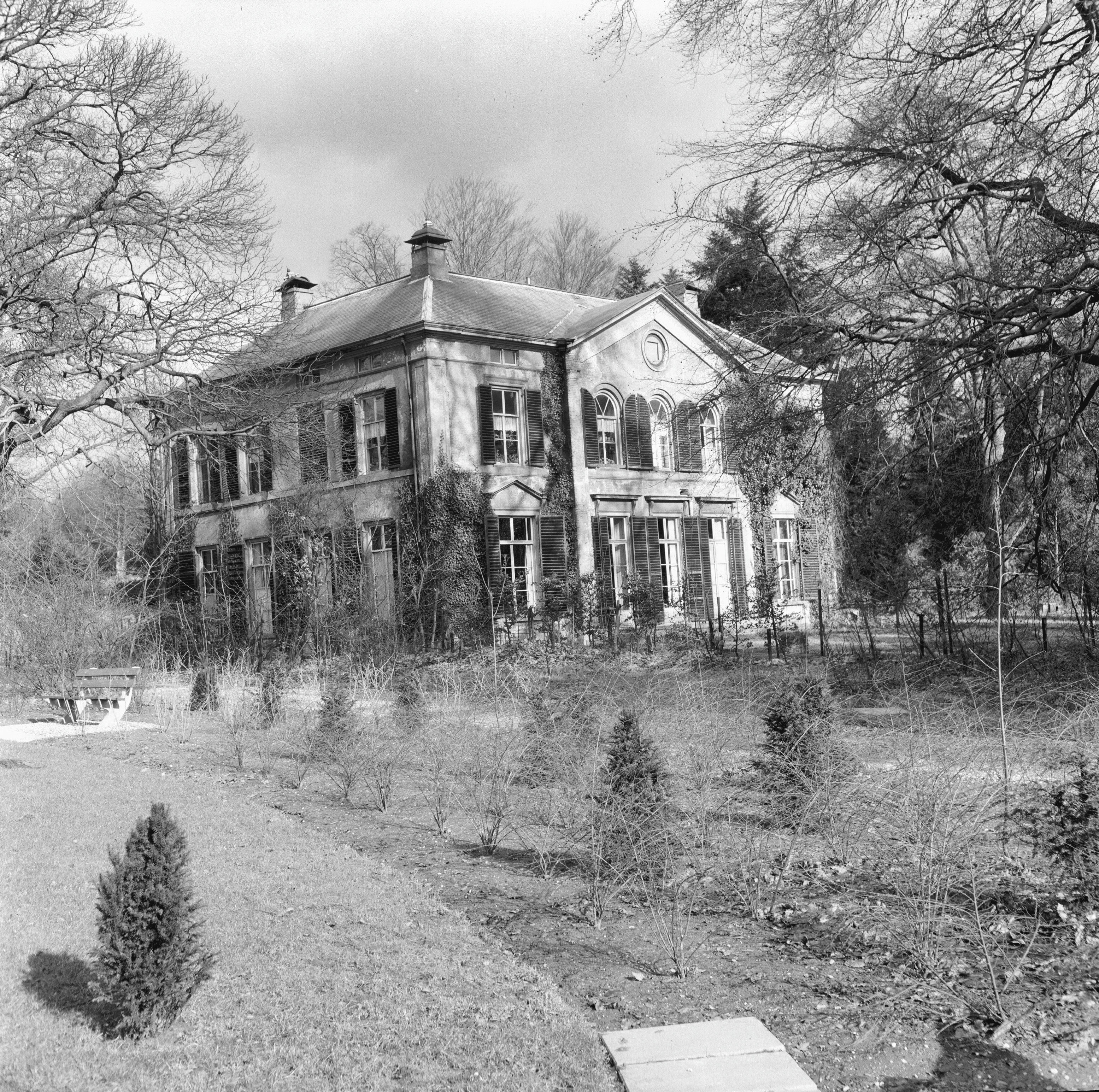
Zicht over de tuin naar de voorgevel met middenrisaliet - huis Rhederhof, 1965

Engelen (ook: Engelen van Pijlsweert) is een Nederlands geslacht waarvan leden sinds 1816 tot de Nederlandse adel behoren en dat in 1966 uitstierf.

## Geschiedenis
De stamreeks begint met Johan Engelbertsz. Engelen (1467-1552). Bij KB van 20 februari 1816 werd mr. Willem Engelen (1754-1837) verheven in de Nederlandse adel. Het geslacht stierf uit in 1966.

## Enkele telgen
Willem Engelen (1675-), rentmeester, secretaris
- Willem Engelen (1709-1790), president Hof van Gelderland
  - jhr. mr. Willem Engelen (1754-1837), lid Vergadering van Notabelen, buitengewoon lid Staten-Generaal der Verenigde Nederlanden, lid Provinciale Staten van Gelderland
    - jkvr. Johanna Henriëtte Engelen (1789-1878), eigenaar en bouwer van huis Rhederhof; trouwde in 1814 met Daniël Francis Schas (1772-1848), cornet en luitenant, raad en rechter in Suriname, lid van de Raad van koophandel en koloniën (1814-1820), telg uit het geslacht Schas
    - jhr. Daniël Engelen (1791-1857), grietenijsecretaris, vrederechter, lid Provinciale Staten van Friesland
      - jhr. mr. Willem Engelbart Engelen (1817-1879), burgemeester van Leeuwarderadeel, lid Provinciale Staten, lid Tweede Kamer
        - jhr. mr. Daniel Otto Engelen (1844-1915), president arrondissementsrechtbank, lid gemeenteraad Zutphen
          - jkvr. Laurentia Clara Elisabeth Engelen (1879-1956), kunsthistoricus en museumconservator
- Arnold Engelen (1712-1794), houtvester
  - Willem Engelbert Engelen (1744-1832), lid Vergadering van Notabelen